# Czas Krasnojarska
| MSK-1 | Czas Królewca (UTC+2:00)          |
| MSK   | Czas moskiewski (UTC+3:00)        |
| MSK+1 | Czas Samary (UTC+4:00)            |
| MSK+2 | Czas Jekaterynburga (UTC+5:00)    |
| MSK+3 | Czas Omska (UTC+6:00)             |
| MSK+4 | Czas Krasnojarska (UTC+7:00)      |
| MSK+5 | Czas Irkucka (UTC+8:00)           |
| MSK+6 | Czas Jakucka (UTC+9:00)           |
| MSK+7 | Czas Władywostoku (UTC+10:00)     |
| MSK+8 | Czas Sriedniekołymska (UTC+11:00) |
| MSK+9 | Czas kamczacki (UTC+12:00)        |

Czas Krasnojarska (ang. Krasnoyarsk Time, KRAT, ros. красноярское время) – strefa czasowa, odpowiadająca czasowi słonecznemu południka 105°E, który różni się o 7 godzin od uniwersalnego czasu koordynowanego i 4 godziny od czasu moskiewskiego (UTC+07:00).
Strefa obowiązuje w środkowej części Rosji. Głównym miastem leżącym w strefie jest Krasnojarsk.
W okresie od marca 2011 roku do października 2014 roku czas Krasnojarska odpowiadał strefie UTC+08:00. Wcześniej, czas Krasnojarska standardowy (zimowy) odpowiadał strefie UTC+07:00, a czas letni – UTC+08:00.
W październiku 2014 do strefy czasu Krasnojarska włączono obwód kemerowski, a w marcu 2016 włączono do niej Kraj Ałtajski i Republikę Ałtaju. W maju 2016 włączono doń obwód tomski, a w lipcu obwód nowosybirski.